# سایپا کوییک
سایپا کوییک (با کد سایپا ۲۱۲) ، خودرویی سواری محصول شرکت سایپا است.
کوییک که قبل از معرفی، از آن به‌عنوان نسخه هاچ‌بک ساینا نیز یاد می‌شد؛ همانند مدل سدان، خودرویی بر پایه پلت‌فرم تیبا است. خطوط طراحی نرم‌تر نسبت به ساینا باعث شده تا طرح کلی خودرو هماهنگ‌تر به‌نظر بیاید.
موتور کوییک با تیبا و ساینا مشترک است و با کد M15 شناخته می‌شود؛ در واقع نسخه‌ای حجم‌خورده از موتور M13 (پراید) است و نیم‌موتور آن نیز شباهت بسیار زیادی با موتور پراید دارد.

## تاریخچه

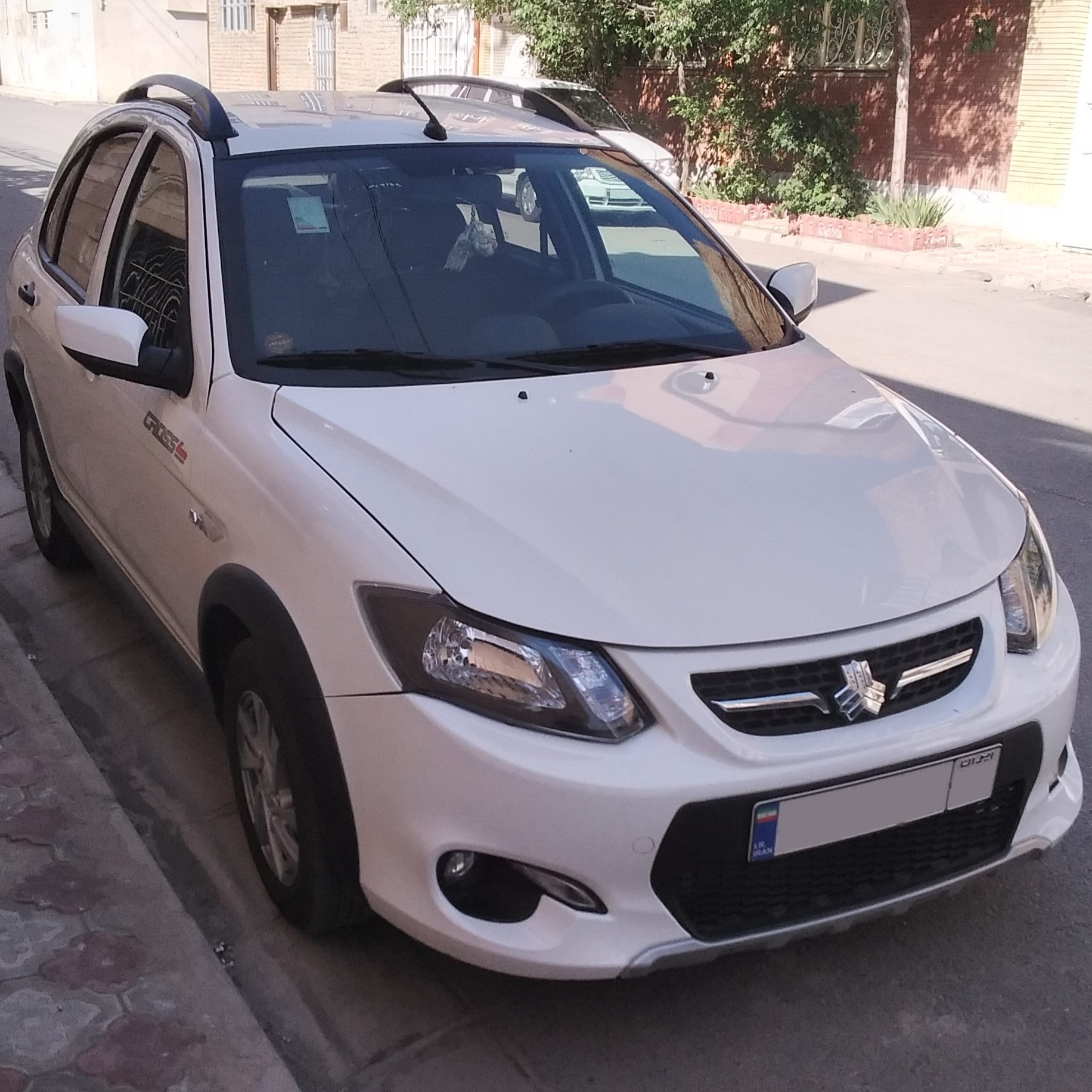
سایپا کوییک

در پاییز ۱۳۹۵، مسئولین سایپا خبر از ارائهٔ محصولی با کُد ۲۱۲ دادند و آن را نسخهٔ هاچ‌بک ساینا تلقی نمودند. در همان بازه زمانی، تصاویر جاسوسی از طرح اولیهٔ این خودرو در فضای مجازی درز کرد.
این خودرو در شانزدهم اسفند ماه سال ۱۳۹۵ شمسی با حضور علی لاریجانی (رئیس وقت مجلس شورای اسلامی) و محمدرضا نعمت‌زاده (وزیر وقت صمت) رونمایی شد. قرار بود برای سال اول ۳۵ هزار دستگاه و در سال ۱۳۹۷ بیش از ۸۰ هزار دستگاه از کوییک تولید شود.
تولید کوییک در مرداد ۱۳۹۶ آغاز شد و در اسفند ۱۳۹۶ به بازار عرضه شد. کمی بعد، تولید مدل‌های اتوماتیک کوییک (که در آن زمان، تنها مدل‌های کوییک بودند) به‌دلیل کسری قطعه ناشی از تحریم‌ها متوقف شد و مدتی بعد، سایپا تیپ کم‌آپشن‌تر دنده دستی کوییک را وارد بازار کرد. تولید کوییک اتوماتیک با تغییراتی در سال ۱۳۹۹ از سر گرفته شد.
در زبان انگلیسی «Quick» به معنی سریع و چابک می‌باشد، با این حال سایپا لوگوی انگلیسی «Quik» را روی در صندوق عقب کوییک نصب کرده‌است که به نام روستایی در کردستان و هرمزگان همچون کوئیک (کامیاران) اشاره می‌کند.
در اسفند ماه سال ۱۳۹۵ شمسی غلامعلی حداد عادل رئیس فرهنگستان زبان و ادب فارسی از غیر فارسی بودن نام این خودرو انتقاد کرد و آن را نقض صریح قانون ممنوعیت به‌کارگیری اسامی، عنوان‌ها و اصطلاحات بیگانه مصوب سال ۱۳۷۵ مجلس شورای اسلامی دانست. در پاسخ مهدی جمالی، مدیر عامل گروه خودروسازی سایپا گفته‌است کوییک نامی ایرانی و متعلق به ۴ هزار سال پیش است.
فروش کوییک آر از اواسط آبان ۱۳۹۸ آغاز شد. کوییک آر مدلی از کوییک است که با کد R (مخفف Rainbow)  همراه است. تفاوت این خودرو با مدل پایه در رنگ‌آمیزی دو رنگ بدنه، قطعات کابین قرمز رنگ (در مدل‌های سقف قرمز) و رینگ‌های چرخ آلومینیومی (تا ۱۴۰۲) است.
کوییک آر در رنگ‌بندی‌های مختلفی وارد بازار شد و البته آپشن‌های پیش‌فرض بیشتری در مقابل نسخه معمولی کوییک بر روی آن در دسترس می‌باشد؛ از جمله تریم دورنگ اسپرت و رینگ‌های آلومینیومی اسپرت (تا ۱۴۰۲).

### فیس‌لیفت

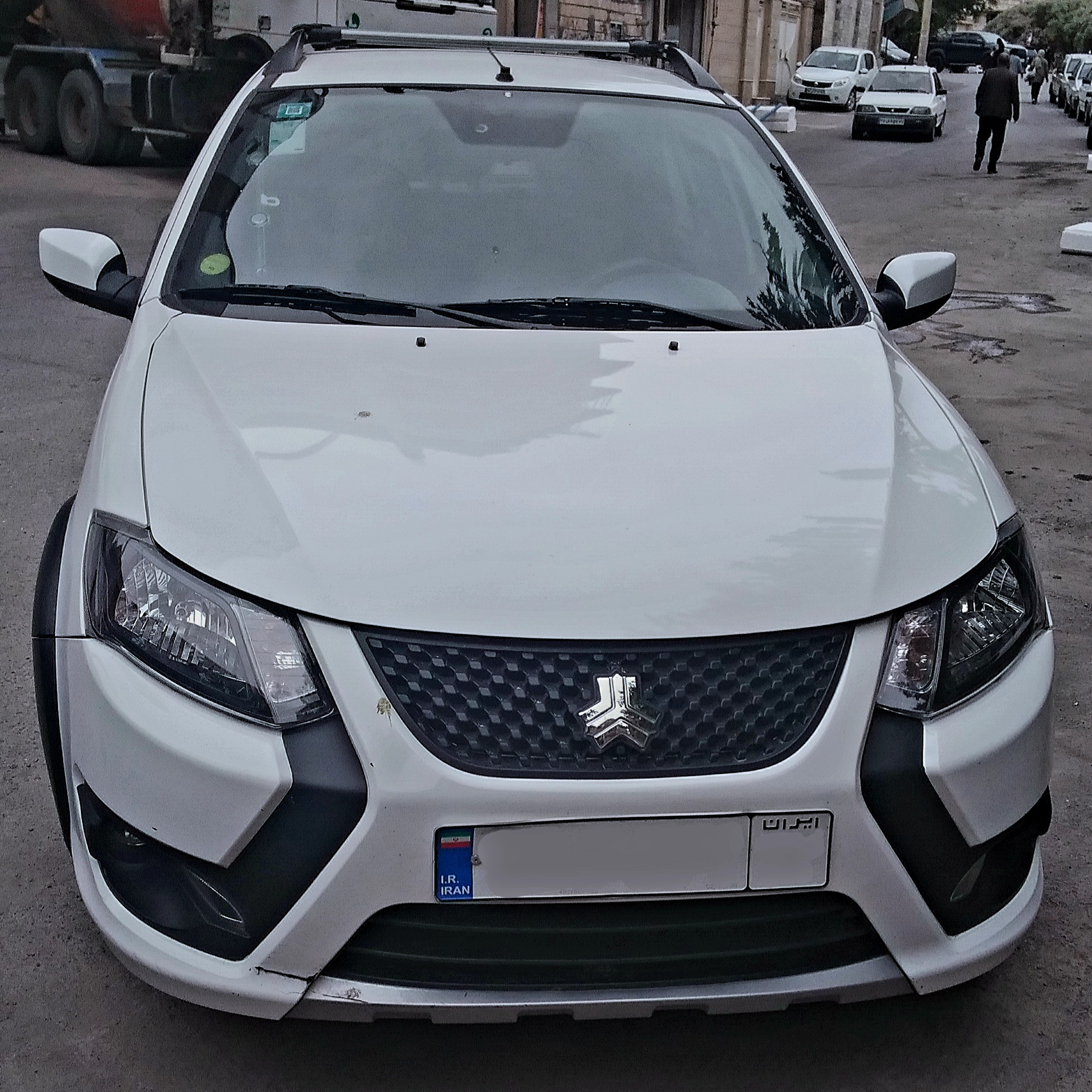
کوییک اس

پیش فروش نمونهٔ فیس‌لیفت کوییک از خرداد ۱۳۹۹ آغاز شد. نمونهٔ فیس‌لیفت شدهٔ خودروی کوییک در بخش‌های جلو پنجره، الگوی سپر، خط جانبی روی گلگیر و درب‌های جلو، تغییرات برخی اجزای کابین و… نسبت به کوییک معمولی متفاوت است.
این خودرو از لحاظ فنی نسبت به کوییک پیش از فیس‌لیفت بدون تغییر مانده‌است. کوییک فیس‌لیفت از شیوهٔ نام‌گذاری جدید سایپا برای محصولاتش استفاده می‌کند، نمونهٔ معمولی آن کوییک اس نام دارد و نمونهٔ فول آپشن از پسوند جی استفاده می‌کند.
بعدها سایپا اعلام کرد که قرار است تا نسخه‌ای از این خودرو با موتور ارتقا یافتهٔ ام۱۵ جی‌اس‌آی و با نام کوییک جی‌ایکس عرضه شود. پیش فروش کوییک جی‌ایکس در اسفند ۱۴۰۱ آغاز شد. مدتی بعد مشخص شد که سایپا قصد دارد آن را در دو تیپ GX-L و GX-H عرضه کند. در کوییک GX-L رینگ ها از نوع ۱۴ اینچی فولادی هستند اما در تیپ GX-H از رینگ های ۱۴ اینچی آلومینیومی استفاده شده است. همچنین در کوییک GX-H امکاناتی نظیر کنترل صدا از روی فرمان، روکش چرمی صندلی ها، نمایشگر ۷ اینچی مالتی مدیا، دوربین عقب، شیشه دودی و GPS را داریم که این امکانات در کوییک GX-L دیده نمی شوند.

## طراحی

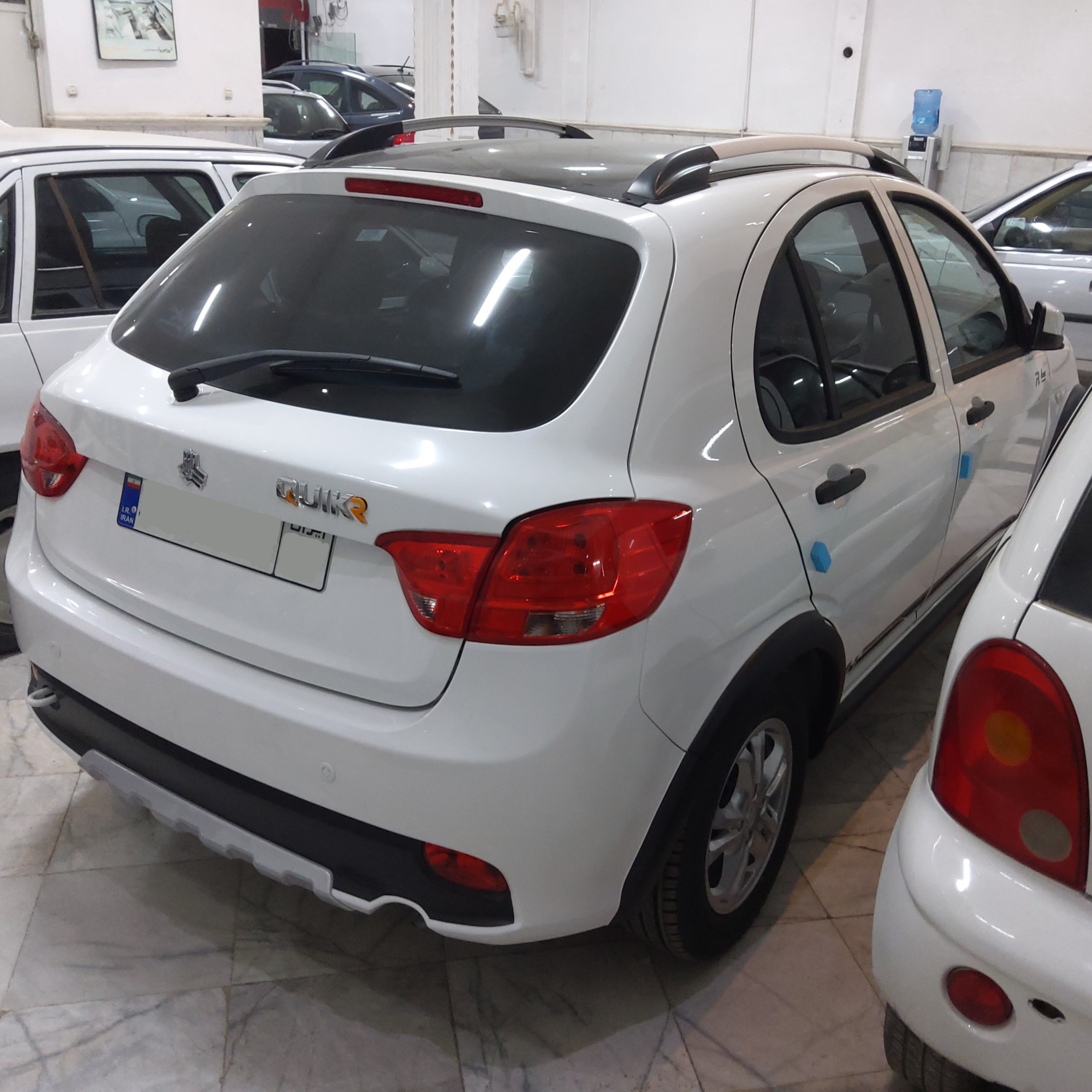
نمای عقب

کوییک که قبل از معرفی، از آن به‌عنوان نسخه هاچ‌بک ساینا نیز یاد می‌شد؛ همانند مدل سدان، خودرویی بر پایه پلت‌فرم تیبا است. سایپا در تیبا با تلفیق قطعات پراید، کیا ریو و رنو تندر ۹۰ موفق به خلق پلت‌فرمی اختصاصی شد که با نام ایکس۲۰۰ شناخته می‌شود. خطوط طراحی نرم‌تر نسبت به ساینا باعث شده تا طرح کلی خودرو هماهنگ‌تر به‌نظر بیاید.
کوییک در نمای جلو تفاوت بزرگی نسبت به ساینا ندارد و تنها تغییراتی در سپر جلو در جهت اسپرت نشان دادن چهره خودرو اعمال شده‌است؛ اضافه شدن دو روف لاین (باربند پایه کوتاه) و بچه گلگیرهای پهن، افزایش ارتفاع و قدرت فنرها در جهت کراس‌اوور کردن این خودرو و در نمای عقب نیز شاهد استفاده از یک سپر اسپرت و چراغ‌هایی متفاوت با محصولات دیگر سایپا و شبیه به ب‌ام‌و ایکس۱ هستیم که در مجموع یک کراس اور اسپرت را تشکیل داده‌است. در بخش ابعاد خارجی این خودرو از هم رده‌های این سبک مثل پژو ۲۰۶ و تیبا ۲ مقداری بزرگتر است به‌طوری‌که طول آن معادل ۴۰۰۵ میلی‌متر، عرض آن ۱۶۷۸ میلی‌متر و ارتفاع آن هم ۱۵۳۲ میلی‌متر است.

## ویژگی‌های فنی و امکانات

### پیشرانه
موتور مورد استفاده برای کوییک همان موتور ام۱۵ مورد استفاده در تیبا و ساینا با ۱٫۵ لیتر حجم و ۸۷ اسب بخار قدرت است که در واقع موتور ارتقاء یافته و حجم خورده B3 مزدا به حساب می‌آید و همانند اسلاف خود دارای میل سوپاپ تکی است که در بالا بوده، اما دریچهٔ گاز آن برقی است. این موتور منطبق با استاندارد یورو ۴ و در مدل‌های ۱۴۰۰ به بعد با استاندارد یورو ۵ اروپا است.
در کوییک جی‌ایکس، موتور با کُد M15i شناخته می‌شود که در قیاس با موتور قدیمی‌تر، در آن تغییراتی نظیر طراحی سرسیلندر جدید با هدف بهبود محفظه احتراق، خنک‌کاری، پورت‌های هوا و دود، قابلیت استفاده از تکنولوژی زمان‌بندی متغیر سوپاپ‌ها و میل سوپاپ جدید (ولی همچنان تکی) متناسب با آن و نیز افزایش نسبت تراکم موتور تا ۱۰٫۵ با استفاده از طراحی پیستون‌های جدید انجام گرفته است. علاوه بر این، طرح رینگ‌های پیستون و یاتاقان‌ها عوض شده است. طراحی منیفولد نیز تغییر کرده و جنس آن نیز از چدن به استیل تبدیل شده است.

### جعبه‌دنده
مدل اتوماتیک کوییک مجهز به یک گیربکس ضریب متغیر CVT است و سامانه فرمان آن نیز از نوع برقی است اما مدل دنده دستی از یک گیربکس ۵ دندهٔ دستی بهره می‌برد و سامانه فرمان آن از نوع هیدرولیکی است. مصرف سوخت مدل اتوماتیک کوییک ۷٫۲ لیتر در هر صد کیلومتر و مصرف سوخت مدل دنده دستی هم معادل ۷ لیتر در هر صد کیلومتر است. سامانه ترمز کوییک در جلو از نوع دیسکی و در عقب از نوع کاسه‌ای است که به سامانه ضد بلوکه نیز مجهز هستند و در داخل رینگ‌های ۱۴ اینچی آلومینیومی اسپرت که در سه مدل سه پر، ستاره‌ای و دوازده پر می‌باشند، قرار گرفته‌اند.

### امکانات
کوییک به امکانات و ویژگی‌های دیگری نیز مجهز شده‌است که پیشتر در خانواده تیبا و ساینا دیده نشده بودند، از جمله این امکانات می‌توان به نمایشگر ۷ اینچی با قابلیت ردیابی ماهواره ای، سامانه ورود بدون کلید، استارت دکمه‌ای، دوربین و سنسور دنده عقب، کروز کنترل، صندلی برقی راننده، خروجی USB و آینه‌های برقی اشاره کرد اما این موارد برای نسخه معمولی نیست و در نسخه دورنگR در دسترس خواهد بود، چند آپشن هم هستند که برای نسخه دورنگR هم به‌صورت پیش فرض نخواهید داشت و این موارد شامل صندلی برقی، ورود بدون کلید و استارت دکمه ای می‌شوند که تنها در نسخه اتوماتیک وجود دارد. همچنین برای مدل اتوماتیک (با گیربکس CVT) سامانه فرمان برقی نیز جایگزین فرمان سنتی هیدرولیکی شده‌است که از جمله تغییرات فنی پروژه کوییک (۲۱۲) در مقایسه با تیبا و ساینا است. کوییک ترمز ABS دارد و مجهز به سامانه‌های امنیتی EBD و BA است.
تیپ عرضه شده‌ سایپا کوییک از ابتدا تا کنون: کوییک معمولی، کوییک R، کوییک S، کوییک SR، کوییک GX-L، کوییک GX-H، کوییک GXR-L، کوییک GXR-H و کوییک اتوماتیک 

## سایپا اطلس
سایپا اطلس خودروی هاچ‌بک ساخت سایپا است که در نمایشگاه تحول صنعت خودرو ۱۴۰۱ به صورت رسمی رونمایی شد. این خودرو گرچه توسط سازنده خودرویی مستقل قلمداد می‌شود اما در حقیقت یک فیس‌لیفت کلی از سایپا کوییک است. اطلس در چهار تیپ عرضه شده و دارای رنگ‌بندی‌های متنوعی است. مشخصات این خودرو در ابتدای سال ۱۴۰۲ توسط سایپا به نمایش گذاشته شد.